# Корунд (Харгіта)
Корунд (рум. Corund) — село у повіті Харгіта в Румунії. Адміністративний центр комуни Корунд.
Село розташоване на відстані 236 км на північ від Бухареста, 49 км на захід від М'єркуря-Чука, 125 км на схід від Клуж-Напоки, 96 км на північ від Брашова.

## Населення
За даними перепису населення 2002 року у селі проживали 5150 осіб.
Національний склад населення села:
| Національність | Кількість осіб | Відсоток |
| -------------- | -------------- | -------- |
| угорці         | 4869           | 94,5%    |
| цигани         | 260            | 5,0%     |
| румуни         | 20             | 0,4%     |

Рідною мовою назвали:
| Мова      | Кількість осіб | Відсоток |
| --------- | -------------- | -------- |
| угорська  | 5026           | 97,6%    |
| циганська | 105            | 2,0%     |
| румунська | 19             | 0,4%     |